# Chris Jackson
Pour les articles homonymes, voir Jackson et Chris Jackson (homonymie).
Chris Jackson, né le 18 juillet 1970 à Napier, est un footballeur international néo-zélandais évoluant au poste de milieu de terrain.

## Biographie
Il est sélectionné pour la première fois en équipe de Nouvelle-Zélande de football en 1990 contre la Corée du Nord.